# Logorrea

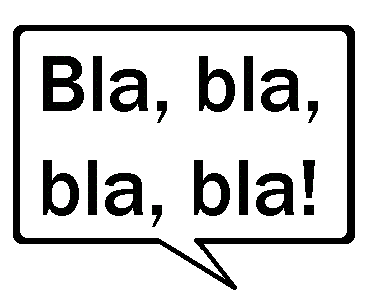

In ambito psicologico, la logorrea patologica, o più semplicemente logorrea (dal greco antico λόγος, logos - "parola" e ῥέω, rheo - "scorrere"), è un'alterazione della comunicazione verbale; è caratterizzata da un costante bisogno dell'individuo affetto di parlare, e si manifesta con un flusso di parole abnorme, verboso e rapidissimo che, in alcuni casi, sfocia nell'incoerenza.
Non è ancora stato definito con chiarezza il grado di produzione verbale che deve essere raggiunto perché si possa parlare di un vero e proprio disturbo logorroico, ma è importante non confondere la logorrea con il semplice "essere loquaci": il logorroico non solo parla molto, ma non è in grado di smettere neppure per ascoltare con interesse il suo interlocutore, anzi, lo travolge con un fiume di parole, come se parlasse da solo.

## Associazione con altre patologie

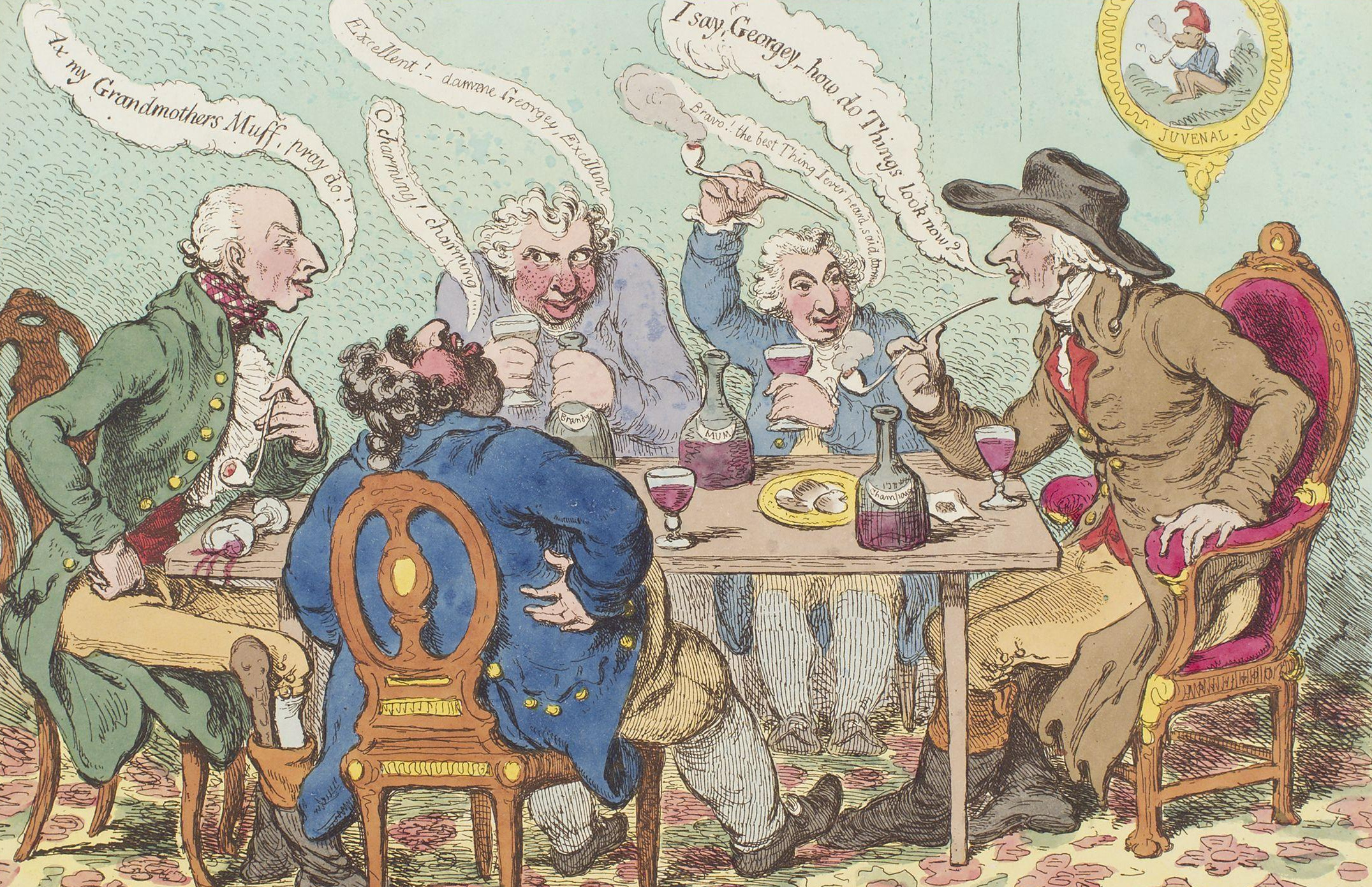
James Gillray, The feast of reason, and the flow of soul,' - ie - the wits of the age, setting the table in a roar, 1797

La logorrea è spesso associata alla tachifemia o tachilalia (dal greco ταχύς, 'veloce') , cui assomiglia molto, con la differenza però che quest'ultima comprende anche un'alterazione (aumento) del ritmo della catena parlata, caratterizzata da un eloquio spasmodico con parole pronunciate spesso scorrettamente.
La logorrea inoltre spesso è associata al tachipsichismo, ovvero un disturbo che consiste nell'alterazione del ritmo del pensiero: le idee si susseguono con una rapidità vertiginosa, fino ad arrivare a una possibile 'fuga delle idee'. Conseguenza di ciò è la diminuzione dell’efficacia razionale e comunicativa, poiché l’eccesso di idee può ostacolare o addirittura bloccare la produzione verbale.
Il disturbo logorroico non va confuso con il pressured speech, un rapido e costante saltare da un argomento all'altro, che avviene quando il soggetto crea collegamenti basati per esempio su rime o giochi di parole.

## Sintomatologia
I sintomi della logorrea sono piuttosto semplici da identificare:
- parlare eccessivamente, per lunghi periodi, senza pause, anche quando non serve;
- parlare in modo spesso incoerente e sconnesso;
- sbagliare a pronunciare le parole;[4]
- fare fatica a concentrarsi su ciò che dice l'interlocutore, perché si pensa solo a intervenire;[3]
- borbottare continuamente, anche e soprattutto se da soli;
- ripetere molte volte certe determinate parole o frasi;[1]
- tachifemia, ovvero parlare a una velocità spropositata.

## Cause
Le cause specifiche della logorrea rimangono tuttora poco chiare, ma si ritiene che siano riconducibili ad anomalie nelle strutture del lobo frontale, che è l'area associata al linguaggio.
Il disturbo logorroico è però spesso legato alla presenza di altri disturbi, psichiatrici e/o neurologici, nel paziente, e ne è uno dei sintomi. Si può presentare infatti, ad esempio, in caso di demenze, di manie, di afasia di Wernicke e di lesioni corticali del talamo, oltre che nei gravi disturbi d’ansia, nel disturbo bipolare, nella ciclotimia, nel disturbo schizoaffettivo e, soprattutto, nelle manifestazioni catatoniche di schizofrenia. Questa manifestazione è tipica, anche, degli stati di eccitamento, passeggeri o duraturi, caratterizzati da umore esuberante e iperattività.
In una ricerca svolta nel 2009 è stata valutata la produzione verbale di 60 soggetti, tra i 20 e gli 80 anni, quantificandola in seguito all'analisi di cinque discorsi. In tutti i pazienti logorroici è stato riscontrato un elevato livello di istruzione ed è stata diagnosticata una degenerazione frontotemporale associata, in un solo caso, a coesistenti fattori di rischio vascolare e lesioni vascolari subcorticali. L’atrofia corticale si trovava nei lobi temporali anteriori destri, temporale anteriore sinistro, prefrontale destro e prefrontale sinistro.
La logorrea si può osservare anche come conseguenza di uno stato di ebbrezza, o come effetto di sostanze psicostimolanti.

## Diagnosi
La logorrea può essere diagnosticata semplicemente attraverso l'osservazione attenta del soggetto affetto; spesso infatti sono proprio i familiari o le persone più vicine a rendersi conto dei sintomi.

## Terapia
Per trattare la logorrea, il primo dato importante è tenere in considerazione il fatto che spesso si tratta di una manifestazione di un altro disturbo psichiatrico; è dunque fondamentale analizzare i sintomi, per capire se si ha a che fare con un individuo che soffre di disturbo bipolare, piuttosto che in piena crisi da mania o colto da un episodio isolato di schizofrenia. In caso di logorrea legata a manie o a un disturbo bipolare, la terapia più comune si basa sull'assunzione di litio, accostata a un costante monitoraggio dei valori del sangue. In caso di logorrea dovuta a disturbi psicotici, invece, la terapia verte sull'assunzione di neurolettici e sull'implementazione del sostegno da parte di uno psicoterapeuta.